# Wellboy
Анто́н Алекса́ндрович Вельбо́й, сценический псевдоним Wellboy (укр. Антон Олександрович Вельбой; род. 9 июня 2000, Грунь, Сумская область) — украинский певец, композитор, автор песен, участник шоу «X-Фактор» и «Национального отбора» на «Евровидение-2022».

## Биография
Антон Вельбой родился в деревне Грунь Ахтырского района Сумской области в семье сельских музыкантов. Мать окончила класс фортепиано, отец играл на гитаре на свадьбах. Вельбой — настоящая фамилия музыканта. Окончил Киевский национальный университет культуры и искусств по специальности «Режиссёр эстрады». Во время учёбы работал каменщиком, аниматором, актёром.
В 2019 году, обучаясь на третьем курсе, Антон Вельбой принял участие в 10-м сезоне украинского телевизионного шоу «X-Фактор» (тренер — NK). В шоу исполнял русскоязычные песни, вошёл в финал, где спел собственную песню «Вітер» и занял 3-е место.
В 2021 году начал сотрудничество с музыкальным продюсером Юрием Бардашем, результатом которой стала премьера 25 июня 2021 видеоклипа «Гуси». Режиссёром и саунд-продюсером видео стал Евгений Триплов. Через две недели после премьеры песня вошла в топ-20 песен украинского Apple Music, заняла 8-е место в общеукраинском радио-чарте, а видеоклип собрал более 18 млн просмотров на YouTube.
8 июля 2021 года Wellboy выступил на главной сцене фестиваля Atlas Weekend 2021.
6 августа 2021 года Wellboy выступил впервые на Мариупольском фестивале MRPL CITY FEST.
20 августа 2021 года украинская певица Тина Кароль представила альбом «Молода кров». В украиноязычный альбом вошли дуэты Тины Кароль с молодыми исполнителями новой формации — Wellboy (Черкай іскру), Latexfauna, Camhacam, Ivan Navi, Alina Pash, KAZKA, Nikita Lomakin.
7 ноября 2021 года в 10 выпуске «Танцев со звездами» WellBoy стал приглашённым гостем и исполнил хит «Вишні» на главном паркете страны.
По итогам 2021 года Антон Wellboy совершил революцию в украинском шоу-бизнесе. Хит «Гуси» стал первым украинским треком, который за всю историю существования Apple Music в Украине попал в ТОП 100 ГОДА Apple Music Ukraine. Также в 2021 году стал единственным украинским треком ТОП 10 YouTube Ukraine и вместе со свежей песней «Вишні» попал в ТОП 50 Spotify Ukraine. Кроме того, стриминговый сервис Spotify назвал Антона Wellboy главным хитмейкером года и выбрал участником программы «Wrapped 2021 by Spotify» в Украине.
11 февраля 2022 года презентовал свою новую композицию и видеоклип «Nozzy Bossy» для финала «Национального отбора Евровидение-2022». По завершении конкурса стал одним из финалистов Национального отбора Украины на Евровидение 2022 года.